# Band Hero
Band Hero – kontynuacja gier muzycznych z serii Guitar Hero, wydana przez RedOctane i Activision na początku listopada 2009 r. Aktualny tytuł bardziej pasuje tej grze, gdyż już nie gramy tylko na gitarach, ale razem z przyjaciółmi jako cały zespół. Możemy zagrać na gitarze, basie, perkusji, albo zostać wokalistą. Ta odsłona zawiera 65 piosenek największych rockowych i popowych artystów.

## Nowości związane z grą
- Tym razem twórcy gry dodali nowy tryb gry Sing-Along. Sing-Along pozwala maksymalnie 4 graczom śpiewać w stylu karaoke za naciśnięciem jednego przycisku i użytkownik nie może zakończyć niepowodzeniem piosenki!
- Zagraj jako Adam Levine z zespołu Maroon 5, Taylor Swift, lub razem z przyjaciółmi jako zespół No Doubt
- Powiększ swoją kolekcję muzyki. Importowanie ulubionych piosenek z Guitar Hero World Tour i Guitar Hero 5 do pobrania z sieci prosto do Band Hero.

## Pełna lista utworów
- 3 Doors Down – „When I’m Gone”
- The Airborne Toxic Event – „Gasoline”
- The All-American Rejects – „Dirty Little Secret”
- Alphabeat – „Fascination”
- Aly and AJ – „Like Whoa”
- Angels & Airwaves – „The Adventure”
- Ben Harper and the Innocent Criminals – „Steal My Kisses”
- Big Country – „In a Big Country”
- The Bravery – „Believe”
- Carl Douglas – „Kung Fu Fighting”
- Cheap Trick – „I Want You To Want Me (Live)”
- Cold War Kids – „Hang Me Up To Dry”
- Corinne Bailey Rae – „Put Your Records On”
- Counting Crows – „Angels of the Silences”
- Culture Club – „Do You Really Want To Hurt Me”
- Dashboard Confessional – „Hands Down”
- David Bowie – „Let’s Dance”
- Devo – „Whip It”
- Don McLean – „American Pie”
- Duffy – „Warwick Avenue”
- Duran Duran – „Rio”
- Evanescence – „Bring Me To Life”
- Everclear – „Santa Monica (Watch The World Die)”
- Fall Out Boy – „Sugar, We’re Goin’ Down”
- Filter – „Take A Picture”
- Finger Eleven – „Paralyzer”
- The Go-Go’s – „Our Lips Are Sealed”
- Hilary Duff – „So Yesterday”
- Hinder – „Lips Of An Angel”
- Jackson 5 – „ABC”
- Janet Jackson – „Black Cat”
- Jesse McCartney – „Beautiful Soul”
- Joan Jett – „Bad Reputation”
- Joss Stone – „You Had Me”
- Katrina and The Waves – „Walking On Sunshine”
- The Kooks – „Naive”
- KT Tunstall – „Black Horse and the Cherry Tree”
- The Last Goodnight – „Pictures Of You”
- Lily Allen – „Take What You Take”
- Maroon 5 – „She Will Be Loved”
- Marvin Gaye – „I Heard It Through The Grapevine”
- Mighty Mighty Bosstones – „The Impression That I Get”
- Nelly Furtado – „Turn Off The Light”
- N.E.R.D – „Rockstar”
- No Doubt – „Just A Girl”
- No Doubt – „Don’t Speak”
- OK Go – „A Million Ways”
- Papa Roach – „Lifeline”
- Parachute – „Back Again”
- Pat Benatar – „Love Is A Battlefield”
- Poison – „Every Rose Has Its Thorn”
- Robbie Williams i Kylie Minogue – „Kids”
- The Rolling Stones – „Honky Tonk Women”
- Roy Orbison – „Oh Pretty Woman”
- Santigold – „L.E.S. Artistes”
- Snow Patrol – „Take Back the City”
- Spice Girls – „Wannabe”
- Styx – „Mr. Roboto”
- Taylor Swift – „Love Story”
- Taylor Swift – „Picture To Burn”
- Taylor Swift – „You Belong With Me”
- Tonic – „If You Could Only See”
- The Turtles – „Happy Together”
- Village People – „Y.M.C.A.”
- Yellowcard – „Ocean Avenue”